# Frank M. Clark
Frank Monroe Clark (24 de diciembre de 1915 - 17 de junio de 2003) fue un miembro demócrata de la Cámara de Representantes de Estados Unidos por Pensilvania.

## Primeros años y servicio militar
Frank Clark nació en Bessemer, Pensilvania . Asistió al Instituto de Aeronáutica de Pittsburgh y se alistó en el Cuerpo Aéreo del Ejército de los Estados Unidos en 1942, sirviendo en Europa como oficial de vuelo hasta su baja en 1945. Posteriormente, Clark se convirtió en mayor de la Reserva de la Fuerza Aérea.

## Servicio público
Mientras todavía estaba en servicio, Clark fue designado jefe de policía de Bessemer, cargo que ocupó hasta noviembre de 1954.
Fue candidato sin éxito a las elecciones al Congreso en 1952 . Fue elegido como demócrata en 1954 para el 84.º Congreso de los Estados Unidos, derrotando al congresista republicano en ejercicio Louis E. Graham, y fue reelegido para los nueve congresos sucesivos, sirviendo hasta su renuncia el 31 de diciembre de 1974, luego de su derrota en las elecciones de 1974 ante el republicano Gary A. Myers.
Después de su derrota ante Myers, Clark continuó enviando cantidades masivas de correo a sus antiguos electores indicando que eran de "su congresista Frank M. Clark" cuando ya llevaba cinco meses fuera del cargo.  Clark obtuvo sólo 34 de los 244 votos para el puesto de Secretario de la Cámara. 
Se declaró culpable de fraude postal y evasión fiscal el 13 de febrero de 1979.  No tuvo éxito en sus intentos de reelección en 1976, 1978, 1986 y 1990.
Fue delegado a varias conferencias, entre ellas:
- Conferencia de la Organización del Tratado del Atlántico Norte de 1956-1974
- La Conferencia de la Unión Interparlamentaria en Alemania en 1957
- La Conferencia de Liderazgo Cristiano para la Paz en La Haya en 1958
- la Conferencia Internacional de Carreteras de 1959 y de 1962-1968.